# 65-мм гірська гармата зразка 1906 року
65-мм гірська гармата зразка 1906 року (фр. Canon de 65 M (montagne) modele 1906) — французька гірська гармата з м'яким відбоєм. Гармата розбиралася та могла вантажитись на 4 мулів. З кінця 30-х років гармату переважно застосовували як піхотну. Нацистська Німеччина застосовувала гармату під назвою 6.5 cm GebK 221(f). Також була на озброєнні армій Польщі, Греції, Ізраїлю та Албанії.

## Порівняльні характеристики
65-мм гірська гармата зразка 1906 року за балістичними характеристиками мала середні показники порівняно з такими гірськими гарматами як 76-мм російська та 7-см австрійська та середню масу.
| Держава, калібр та рік прийняття гармати на озброєння | Вага системи у бойовому положенні, кг | Вага снаряду, кг | Вага розривного заряду, кг | Кількість куль у шрапнелі | Початкова швидкість, м/с | Найбільша дальність | Скорострільність, пострілів на хвилину | Вертикальний кут обстрілу, градуси |
| ----------------------------------------------------- | ------------------------------------- | ---------------- | -------------------------- | ------------------------- | ------------------------ | ------------------- | -------------------------------------- | ---------------------------------- |
| Російська 76-мм гірська гармата зразка 1909 року      | 624                                   | 6,5              | 0,78                       | 260                       | 381                      | 7,0                 | 10                                     | −10 +35                            |
| Французька 65-мм гірська гармата зразка 1906 року     | 390                                   | 3,81             | 0,5                        | ?                         | 330                      | 6,5                 | 8                                      | −9 +35                             |
| Австро-угорська 7-см гірська гармата М.99             | 315                                   | 4,68             | 0,7                        | 216                       | 310                      | 4,8                 | 2                                      | −10 +26                            |

## Додаткова інформація
- Canon de montagne de 65 mm Mle 1906
- France guns [Архівовано 29 листопада 2014 у Wayback Machine.]